# Сметанін Павло Гнатович
Павло Гнатович Федорович Сметанін (16 липня 1910, місто Вишній Волочок Тверської губернії, тепер Тверської області, Російська Федерація — ?) — радянський діяч, голова Рязанського облвиконкому. Депутат Верховної ради СРСР 3-го скликання.

## Життєпис
З 1925 до 1928 року навчався в школі фабрично-заводського учнівства в місті Вишній Волочок Тверської губернії.
У 1928—1929 роках — помічник майстра Вишньоволоцької текстильної фабрики.
У 1929—1933 роках — слухач Московського текстильного технікуму.
Член ВКП(б) з 1932 року.
З серпня до грудня 1933 року — ткацький майстер комбінату «Красный Перекоп» міста Ярославля Івановської Промислової області.
З грудня 1933 до 1935 року служив у Червоній армії.
У 1935—1936 роках — майстер, начальник цеху, в 1935—1936 роках — директор фабрики комбінату «Красный Перекоп» міста Ярославля.
У 1937—1942 роках — директор комбінату «Красный Перекоп» міста Ярославля.
У 1942—1947 роках — заступник секретаря Ярославського обласного комітету ВКП(б).
У 1945—1949 роках — заочний слухач Вищої партійної школи при ЦК ВКП(б).
У 1947—1949 роках — 2-й секретар Костромського обласного комітету ВКП(б).
У квітні 1949 — 16 березня 1954 року — голова виконавчого комітету Рязанської обласної ради депутатів трудящих.
Подальша доля невідома.

## Нагороди та відзнаки
- орден Трудового Червоного Прапора
- медалі
- Почесна грамота Президії Верховної ради РРФСР